# Traktat w Verdun

Podział państwa Franków w 843 r.

Podział państwa Franków w 828 r.

Podział państwa Franków w 855 r.

Podział państwa Franków w 863 r.

Podział państwa Franków w 870 r.

Podział państwa Franków w 876 r.

Podział państwa Franków w 880 r.

Traktat w Verdun – traktat zawarty w 843 roku w Verdun, który trwale podzielił państwo Karola Wielkiego między synów Ludwika I Pobożnego (syna Karola Wielkiego): Lotara, Karola Łysego i Ludwika Niemieckiego. Podział ten położył podwaliny pod powstanie w przyszłości Francji i Niemiec.

## Tło
Stworzone przez Karola Wielkiego państwo, podobnie zresztą jak wcześniej monarchia Chlodwiga, nie przetrwało próby czasu. Stworzone za pomocą oręża nie miało – poza osobą władcy i religią chrześcijańską – żadnej wspólnej więzi. Utrzymywało się po śmierci Karola w 814 roku jeszcze prawie 30 lat pod rządami najmłodszego syna Karola, Ludwika Pobożnego, który objął tron w 814 roku, zachowując tytuł cesarski. Jednak Ludwik nie dorównywał ojcu zdolnościami i nie radził sobie ze wzrostem nastrojów separatystycznych oraz buntami. Sytuację komplikowały dodatkowo najazdy wikingów, Arabów oraz Węgrów.
Do podziału państwa doszło już pod koniec panowania Karola Wielkiego, gdy w 813 r. jego wnuk Bernard objął rządy nad Królestwem Italii. W 817 r. Bernard podniósł nieudany bunt przeciw stryjowi Ludwikowi I Pobożnemu. Po jego stłumieniu Ludwik wydzielił dzielnice swoim synom: Pepin I otrzymał Akwitanię, a Ludwik – Bawarię (817–843), zaś Lotar został wyniesiony do rangi współcesarza i otrzymał odebraną Bernardowi Italię. W kolejnych latach Ludwik I toczył spory z kolejnymi synami, w efekcie czego był zmuszony powiększać dzielnice Pepina i Ludwika Bawarskiego, zaś w 833 r. został przejściowo pozbawiony tronu. Po powrocie na tron Ludwik I wydzielił dzielnicę ostatniemu z synów, Karolowi Łysemu.
Po śmierci Ludwika, która nastąpiła w 840 roku, Lotar postanowił przejąć tereny nad Renem. Występując przeciwko Karolowi Łysemu i Ludwikowi Bawarskiemu, którzy zawarli sojusz, Lotar zawarł z kolei sojusz z Pepinem II (synem Pepina I). Kulminacyjnym punktem konfliktu była stoczona 25 czerwca 841 roku bitwa pod Fontenoy-en-Puisaye, po której zwycięscy Karol i Ludwik złożyli przysięgę strasburską, po czym wspólnie opanowali stołeczny Akwizgran i wyznaczyli komisję mającą dokonać podziału ziem imperium. Zmuszony do porozumienia Lotar zgodził się na podział państwa, a negocjacje dotyczące granic trwały ponad rok.

## Warunki traktatu
Zgodnie z założeniami porozumienia Pepin II, Karol Łysy, Lotar i Ludwik mieli zachować swoje dotychczasowe ziemie, a Lotar dodatkowo miał zatrzymać tytuł cesarski.
Równocześnie pozostałe ziemie podzielono następująco:
- Lotar otrzymał część środkową, w skład której wchodził pas ziem ciągnący się wzdłuż Renu od Alp aż po Morze Północne (Burgundia, Fryzja),
- Ludwik otrzymał tereny na wschód od Renu i na północ od Alp,
- Karol Łysy otrzymał część zachodnią położoną na zachód od linii Mozy, Skaldy, Saony i Rodanu,
- Pepin zachował Akwitanię, ale pod zwierzchnią władzą Karola.

Zgodnie z koncepcją fraternitatis, władcy frankijscy mieli współdziałać i koordynować politykę podczas zjazdów. Pierwszy zjazd zorganizowano w 844 roku w Thionville, a następne w 847 i 851 roku w Meersen.

## Następstwa

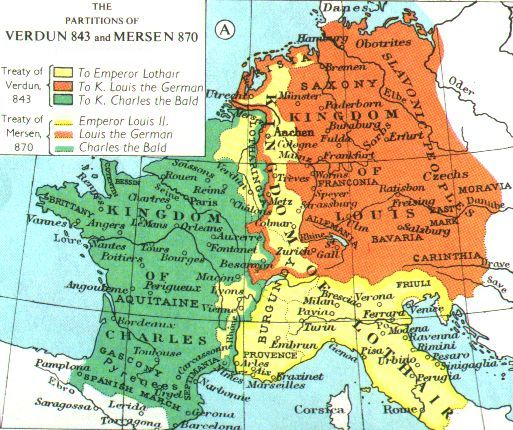
Podział imperium Karolingów (843-870)

Podział przeprowadzony w Verdun okazał się trwały w tym sensie, że nie doszło już do ponownego trwałego zjednoczenia całej monarchii frankijskiej. Jednocześnie jednak wytyczone wówczas granice często się zmieniały, m.in. już w 848 roku Karol Łysy zajął Akwitanię i usunął z niej Pepina II, zaś po śmierci Lotara w 855 r. jego kraj został na mocy testamentu tego władcy podzielony między jego synów. Italię oraz tytuł cesarza otrzymał Ludwik II, Prowansję i Dolną Burgundię Karol, Górną Burgundię i Austrazję odziedziczył Lotar II, od którego imienia ten region zaczęto nazywać Lotaryngią.
W 857 roku możnowładcy z Galii ogłosili królem zachodniofrankijskim Ludwika Bawarskiego, jednak Karol Łysy stłumił bunt i zachował władzę. W 863 r. Ludwik II i Lotar II podzielili między siebie państwo zmarłego bezpotomnie Karola, natomiast po bezpotomnej śmierci 869 r. Lotara II jego ziemie w całości zajął Karol Łysy, który jednak już rok później na mocy traktatu w Meerssen ustąpił część tego terytorium Ludwikowi Bawarskiemu. Pięć lat później, w 875 r. Karol Łysy zdołał jeszcze zdobyć Italię i koronę cesarską po bezpotomnej śmierci cesarza Ludwika II, ale jego syn Ludwik II Jąkała nigdy nie rządził w Italii, którą zdobył Karloman Bawarski, a po jego śmierci (879 r.) Karol III Gruby.
Po śmierci Ludwika Bawarskiego w 876 r. nastąpił podział ziem wschodniofrankijskich między synów zmarłego. Karloman Bawarski otrzymał panowanie w Bawarii, Karol III Gruby otrzymał Szwabię, a Ludwik III Młodszy został władcą Saksonii, Frankonii i Turyngii. Również zachodnie państwo zostało podzielone, a władzę sprawowali w nim Karloman II i Ludwik III. W 880 r. w Ribemont Karol III Gruby, Ludwik III Młodszy, Karloman II i Ludwik III uzgodnili nadanie Lotaryngii statusu jednolitego królestwa i przekazanie w nim władzy władcom Wschodu. Po śmierci Ludwika III władzę nad całą zachodnią częścią państwa sprawował Karloman II, natomiast w związku ze śmiercią Ludwika III Młodszego Karol III Gruby został jedynym władcą na wschodzie. W 881 r. Ludwik III Gruby koronował się w Rzymie na cesarza, a po śmierci Karlomana II został przez zachodniofrankijskich możnych ogłoszony królem Franków zachodnich.
Tym samym w roku 885 ziemie dawnego imperium znalazły się ponownie w rękach tylko jednego władcy, ale szybko doszły do głosu ruchy separatystyczne i już w 887 r. królem wschodnich Franków został ogłoszony Arnulf z Karyntii, syn Karlomana Bawarskiego, który w 896 r. został ostatnim cesarzem z dynastii Karolingów. W Italii, stanowiącej już wówczas konglomerat kilku ośrodków władzy, niezależnymi władcami ogłosili się miejscowi możnowładcy. Nieco dłużej utrzymali się Karolingowie w królestwach zachodniofrankijskim (do 911 r.) i wschodniofrankijskim (987 r.).

Jednak podział nakreślony w traktacie z Verdun i późniejszy, ostateczny podział monarchii karolińskiej, miał ogromne znaczenie dla losów Europy. Na gruzach imperium Karolingów wyrosły bowiem państwa, których mieszkańcy zaczęli dostrzegać i akcentować swoją odrębność od sąsiadów, co z czasem doprowadziło do wykształcenia się wielu współczesnych europejskich narodów.